# Leon Moisseiff
Leon Moisseiff (né en 1872, mort en 1943) est un ingénieur civil américain, originaire de Lettonie.
Il arriva aux États-Unis à l'âge de dix-neuf ans, et obtint son diplôme de génie civil cinq années plus tard. Il intégra par la suite le New York City Bridge Department (département des ponts de New York) et devint l'un des principaux concepteurs de ponts du pays. Il fut ainsi impliqué dans la construction du pont de Manhattan, achevé en 1912 puis du pont du Golden Gate, achevé en 1937, et qui fait partie des sept merveilles du monde moderne. Il a également conçu le pont de Tacoma, achevé en juillet 1940 et qui s'effondra quatre mois plus tard. 